# Brzeźno (jezioro w województwie pomorskim)
Brzeźno (kasz. Brzézeńsczé Jezoro) – jezioro rynnowe w Polsce położone w Borach Tucholskich w województwie pomorskim, w powiatach kościerskim i chojnickim, w gminach Brusy i Dziemiany na południowo-zachodnim skraju Wdzydzkiego Parku Krajobrazowego na obszarze Zaborów.
Jezioro jest połączone poprzez rzeczkę Młosinę z jeziorami Młosino Małe, Kły, Młosino Wielkie, Raduń, Leśno Górne i Leśno Dolne jak również z miejscowościami Lamk, Raduń, Orlik i Leśno. Przez akwen przebiegają trasy szlaków kajakowych.
Nad jeziorem znajduje się ośrodek szkoleniowo-wypoczynkowy Akademii Wychowania Fizycznego i Sportu w Gdańsku.
Ogólna powierzchnia jeziora wynosi 71,07 ha.